# Radicaal 54
Van de in totaal 214 Kangxi-radicalen heeft radicaal 54  de betekenis bewegen en marcheren. Het is een van de eenendertig radicalen die bestaat uit drie strepen.
In het Kangxi-woordenboek zijn er negen karakters die dit radicaal gebruiken.

## Karakters met het radicaal 54

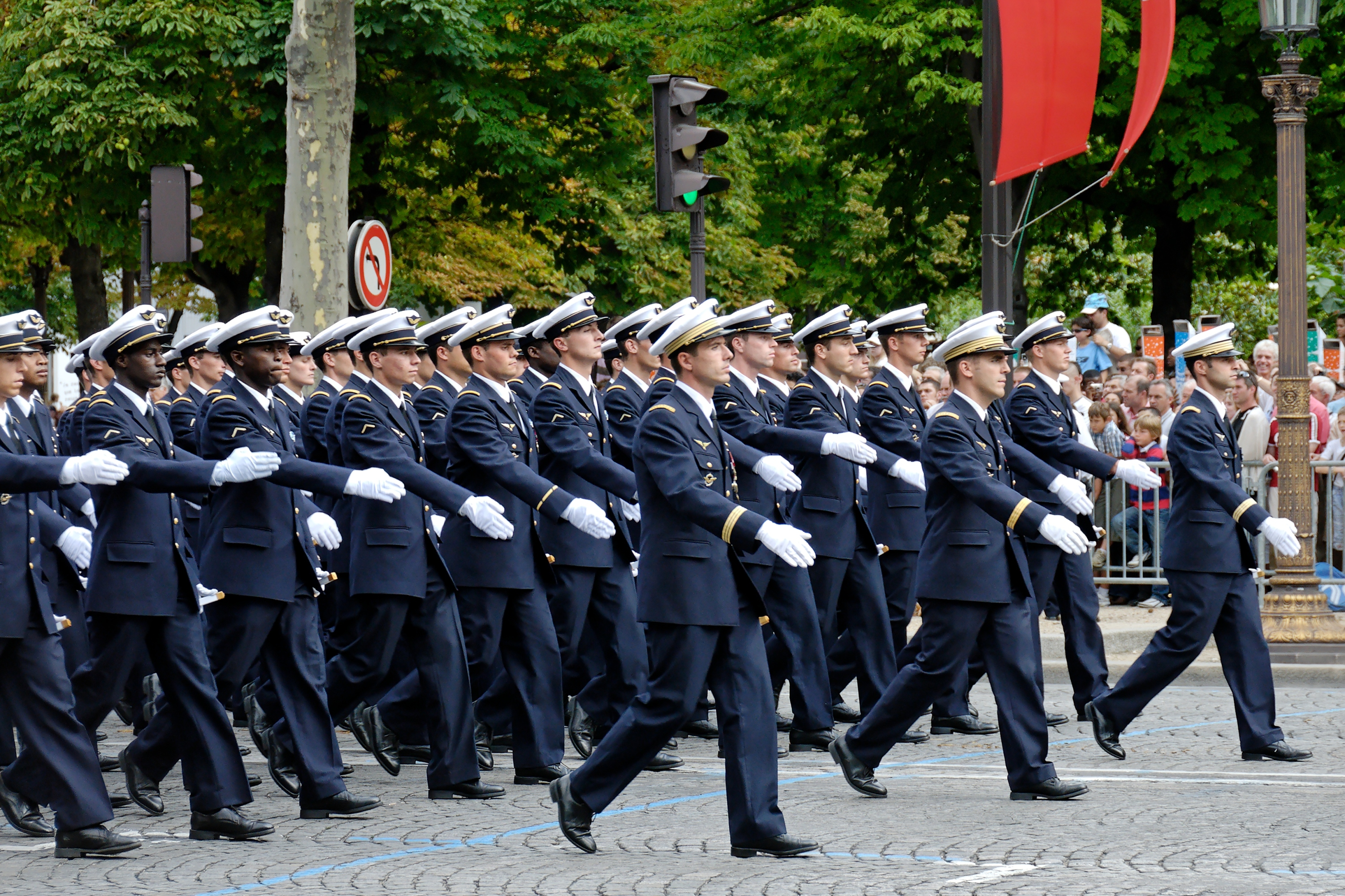
Marcherende cadetten van de Franse luchtmachtacademie op de Champs-Élysées.

| Strepen | Karakter |
| ------- | -------- |
| + 0     | 廴       |
| + 3     | 廵       |
| + 4     | 延 廷 廸 |
| + 5     | 廹       |
| + 6     | 建 廻 廼 |
| + 7     | 廽       |